# Technicien
Le terme de technicien renvoie à plusieurs sens. Dans le cadre d'une profession, le technicien se définit comme un spécialiste d'une ou plusieurs techniques mettant en application une science particulière, ce qui le distingue du théoricien qui se concentre sur l'aspect théorique des sciences. Dans la hiérarchie professionnelle, le technicien peut correspondre à un « travailleur, un agent qui appartient à la catégorie se situant entre celle des ouvriers qualifiés et celle des ingénieurs; ouvrier supérieur, du niveau cadre, ayant plusieurs années de formation ».
Toutefois, le terme ne présente pas de statut bien défini et peut par exemple désigner un « Ministre choisi davantage pour ses compétences techniques que pour son appartenance politique ».

## Surutilisation du terme«technicien»
À la fin du XXe siècle, les professions — même à caractère administratif — réclamant certaines techniques de travail bien que n'utilisant aucune technologie particulière, ont été classées comme technicien en X par les cadres de l'Administration publique, cherchant à rationaliser l'information.
Par exemple, les employés au nettoyage des bureaux sont dénommés, parmi d'autres appellations, « techniciens de surface » (code ROME K2204). Cette sur-utilisation du terme « technicien » conduisit à dévaloriser l'importance de cette fonction.

## Les mandats d'un technicien
Un technicien est généralement un employé hautement qualifié, ayant principalement des responsabilités techniques, mais rarement au niveau hiérarchique ou décisionnel.[réf. nécessaire]
Un technicien a pour principaux mandats d'effectuer :[réf. nécessaire]
- le dépannage et la mise en conformité ;
- l'inspection et la maintenance ;
- la fabrication et la réparation ;
- le rackage, câblage, décâblage et l'intégration de serveurs ;
- la permanence et la supervision ;
- la conduite d'essais ;
- l'échantillonnage ;
- la manipulation et l'exploitation d'équipements ;
- les tâches entourant la conception de base ;
- des travaux spécifiés et coordonnés en général par un ingénieur ;
- la rédaction d'un compte-rendu de ses travaux.

De manière générale, les techniciens sont chargés d'activités pratiques dont la mise en œuvre demande une formation spécifique : fonctionnement d'une machine ou d'un système informatique, etc.[réf. nécessaire]

## Hiérarchie professionnelle

### En France
En France, les techniciens, particulièrement qualifiés et/ou expérimentés, peuvent être dénommés « techniciens supérieurs ». Ils sont en général titulaires d'un BTS, d'un DUT, d'un DEUST, d'un BUT ou d'une licence professionnelle.
La dénomination de nombreux baccalauréats professionnels contient le terme « technicien » : technicien d'usinage, technicien outilleur, technicien en chaudronnerie industrielle, etc.
Plusieurs qualifications de niveau master (Bac+5) amènent également à ce type d'intitulé.
Les architectes et les urbanistes (bac+5) sont des techniciens car leur champ d'intervention s'inscrit dans l'application d'une science particulière, tout comme le sont les collaborateurs d'architecte (bac à bac+2). Toutefois, dans la hiérarchie professionnelle, le niveau n'est pas le même car l'assistant en architecture se cantonnera davantage dans un rôle d'exécutant (employés) et plus rarement à titre libéral pour les conceptions architecturales dont la surface de plancher est inférieure à 150 m², alors qu'au-delà, le recours à l'architecte (salarié, cadre ou libéral) est obligatoire.
Les intermittents du spectacles sont des artistes et des techniciens salariés exerçant leur activité sous contrat à durée déterminée d'usage avec un ou plusieurs employeurs du secteur du spectacle vivant ou de l'audiovisuel. Ils bénéficient à ce titre de droits sociaux définis par les annexes VIII et X de la convention Unédic et par le code de la sécurité sociale. Les artistes et techniciennes intermittentes dites matermittentes se voient privées d'une partie ou de la totalité de ces droits durant et après leur congé de maternité, situation qualifiée par le Défenseur des droits de « discrimination fondée sur l'état de grossesse tant au regard du droit communautaire que du droit interne ».

### Au Québec
Au Québec, en vertu du système d'éducation québécois, les personnes étant techniciens ont complété un programme technique de 3 ans dans un CÉGEP et possèdent un diplôme d'études collégiales techniques (DEC). Certains des techniciens font partie d'un ordre professionnel rattaché à leur milieu d'exercice. Selon leur métier, l'adhésion à un ordre n'est pas obligatoire à tous les techniciens diplômés pour l'exercice de leurs fonctions. Par contre, l'adhésion à cet ordre permet aux techniciens d'apposer leur grade à la suite de leur nom afin de jouir d'une reconnaissance professionnelle au sein de l'industrie.
Une personne ayant réalisé une formation d'études supérieures (post-secondaires) de niveau collégial et de nature technique diplôme d'études collégiales de niveau technique dans la Liste des programmes techniques reconnus par le ministère de l'éducation du Québec est reconnu au Québec comme un technicien. Ces personnes ont suivi des études supérieures dans un collège d'enseignement et ont donc des connaissances plus avancés en mathématiques, en théorie de l'ingénierie ainsi qu'en  sciences fondamentales. Ces connaissances supplémentaires reliées au domaine des sciences et de la technologie leur permettent, sous la supervision directe d'un ingénieur, d'exécuter des tâches relativement avancées telles que :
- la résolution de problèmes complexes ;
- la conception ;
- la gestion de projet et la planification ;
- la préparation de devis techniques ;
- l'analyse et l'interprétation de résultats scientifiques.

En dehors du domaine des sciences appliquées et du génie, le technicien peut aussi être relié à une personne ayant été formée pour œuvrer dans le domaine de la santé, entre autres pour effectuer des examens aux patients et des soins aux patients. Ces personnes n'ont pas autorité de prescription ni de diagnostic médical. Ces personnes ont des études supérieures dans un collège d'enseignement où ils auront reçu des cours sur la manipulation d'instrumentation technologique, mais également des cours en biologie et pharmacologie qui leur permettent d'exécuter leurs tâches de façon adéquate.
Le terme technicien n'étant régi par aucune réglementation, le chaos sur les termes technicien, technologue, spécialiste technique et professionnel fait en sorte que tous les titulaires d'un diplôme d'études collégiales technique sont généralement tout simplement nommés « technicien » alors que les personnes ayant terminé des études spécialisées au niveau secondaire (diplôme d'études professionnelles (DEP) n'ont pas de statut particulier. Les titulaires d'un DEP n'ont donc pas de formation en mathématiques et sciences ni de cours d'enseignement généraux.
Un technicien québécois titulaire d'un DEC correspond au technicien supérieur titulaire d'un DUT ou un BTS.